# Étienne Chevalier

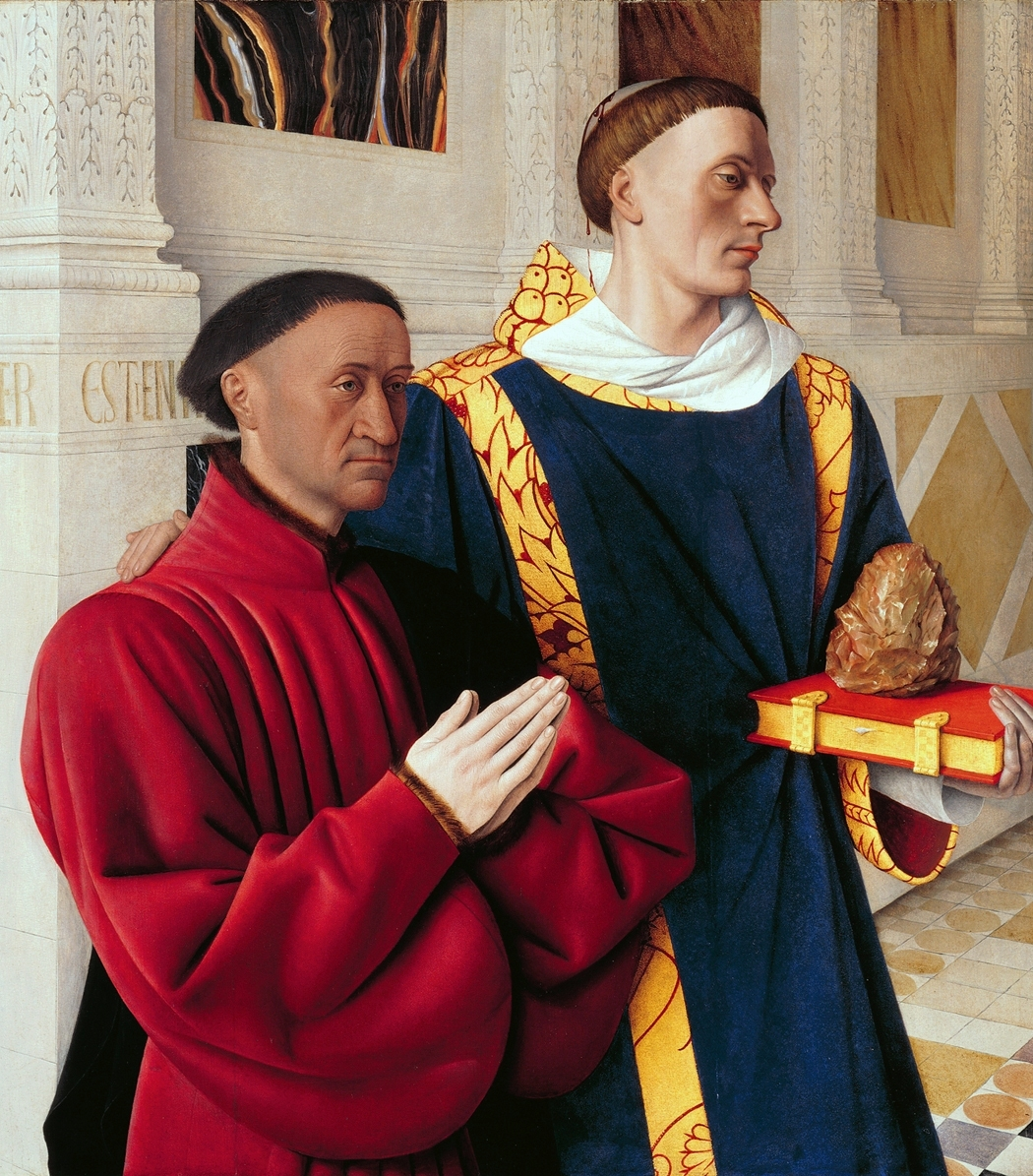
Étienne Chevalier en Sint-Stefanus, geschilderd door Jean Fouquet. Gemäldegalerie Berlijn.

Étienne Chevalier (Melun, ca. 1410 - 1474) was een Frans edelman die aan het Franse hof actief was als penningmeester onder de koningen Karel VII en Lodewijk XI van Frankrijk.

## Biografie
Étienne Chevalier werd geboren als een zoon van een koninklijke secretaris in het plaatsje Melun. In 1426 trad hij in dienst van connétable Arthur de Richemont als secretaris. Zestien jaar later trad hij in dienst van Karel VII van Frankrijk. Na diens dood bleef hij in dienst van zijn opvolger Lodewijk XI, ditmaal als schatmeester. In 1474 overleed Chevalier.
Gedurende zijn leven was Étienne Chevalier een groot mecenas van de kunstenaar Jean Fouquet, zo beval Chevalier hem ook tot het maken van het Livre d'heures d'Étienne Chevalier.